# Tahya Tounes
Tahya Tounes ou Tahia Tounes (arabe : تحيا تونس soit « Vive la Tunisie ») est un parti politique tunisien fondé le 27 janvier 2019 et dirigé par l'ancien chef du gouvernement tunisien Youssef Chahed (2016-2020).
En avril 2019, le parti revendique près de 80 000 adhérents.

## Histoire
Le 27 août 2018 est lancé officiellement le bloc parlementaire de la Coalition nationale qui compte alors 34 députés. À la fin de la législature, 43 députés le rejoignent.
Le 27 janvier 2019, Selim Azzabi, ancien directeur du cabinet du président de la République tunisienne, annonce la formation d'un mouvement politique baptisé Tahya Tounes. Le 4 mars, le parti obtient son visa légal, conformément aux dispositions du décret-loi no 87-2011 portant organisation des partis politiques,. Azzabi devient secrétaire général le 1er mai.
Le 24 mai marque la signature d'un accord de fusion avec le parti Al Moubadara dirigé par Kamel Morjane. À l'issue de cet accord, Morjane est nommé président du conseil national de Tahya Tounes.
Le 1er juin, le premier conseil national du parti élit Youssef Chahed, chef du gouvernement, au poste de président du parti.
Le 1er juillet, le parti publie la liste des membres de son bureau politique. La liste des présidents des commissions fixes se compose de :
- Commission d'organisation : Mehdi Ben Gharbia ;
- Commission politique : Lazhar Akremi ;
- Commission des études stratégiques économiques et sociales : Lassaâd Zarrouk[14].

## Direction
- Président : Youssef Chahed (depuis le 1er juin 2019) ;
- Secrétaire général : Sonia Ben Cheikh (depuis le 18 mars 2021)[15] ;
- Président du conseil national : Kamel Morjane (depuis le 1er juin 2019)[16].

## Positions
Mustapha Ben Ahmed, l'un des fondateurs et président du bloc parlementaire de la Coalition nationale, rejette une alliance éventuelle entre Tahya Tounes et le mouvement islamiste Ennahdha.
Dans le cadre de la pandémie de Covid-19, la commission de la santé créée par le parti propose le 17 avril 2020 un déconfinement progressif et des dépistages en nombre important.

## Résultats électoraux

### Élections législatives
| Année | Voix    | %    | Rang | Sièges   | Gouvernements               |
| ----- | ------- | ---- | ---- | -------- | --------------------------- |
| 2019  | 116 582 | 4,06 | 7e   | 14 / 217 | Coalition : Fakhfakh (2020) |

### Élections présidentielles
| Année | Candidat       | Voix    | %    | Résultat |
| ----- | -------------- | ------- | ---- | -------- |
| 2019  | Youssef Chahed | 249 049 | 7,38 | 5e       |